# Basilica di Nostra Signora de La Salette
La basilica di Nostra Signora de la Salette è un santuario che si trova nel territorio del comune di La Salette-Fallavaux, dipartimento dell'Isère. Fu eretta in seguito alle apparizioni che hanno avuto, il 19 settembre 1846, due ragazzi, Maximin Giraud e Mélanie Calvat.
La sua costruzione, nel luogo delle apparizioni, ebbe inizio nel 1852, fu terminata nel 1865 e la chiesa fu dichiarata basilica minore nel 1879. Si tratta di una chiesa ampia, piuttosto austera, affiancata da due torri massicce. 

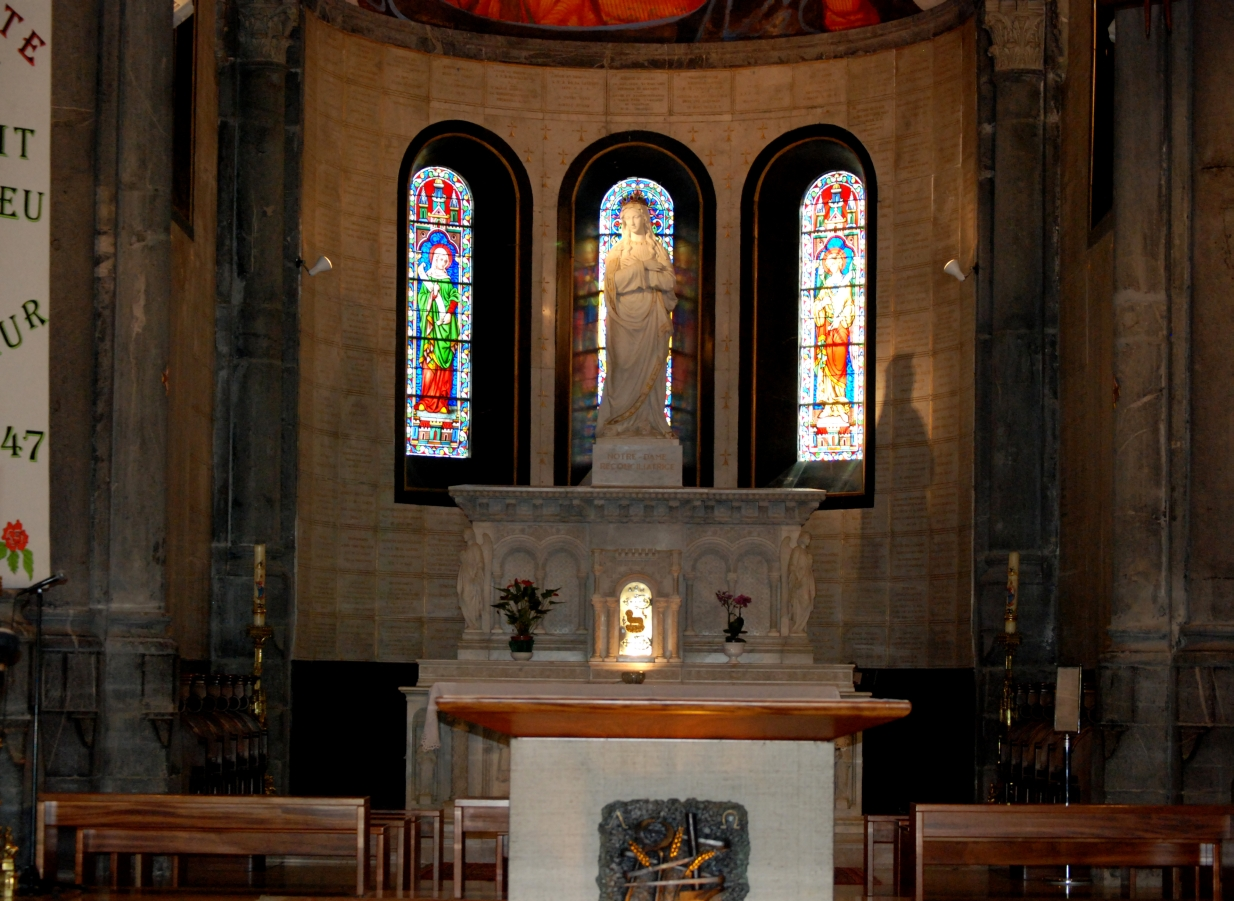
Interno della basilica

All'interno, la navata della basilica è delimitata da due file di colonne bizantine che sostengono un soffitto a volta. Un mosaico raffigurante il Cristo domina l'abside. Il transetto ha tre medaglioni che rappresentano il pianto, il messaggio e la partenza della Madonna. La basilica comprende anche un piccolo museo sulla storia di La Salette.
Fuori dalla basilica i pellegrini possono incamminarsi lungo un sentiero, adorno di statue di bronzo, che conduce al luogo dell'apparizione.